# Райнек
Райнек (нем. Rheineck) — коммуна в Швейцарии, в кантоне Санкт-Галлен. 
Входит в состав округа Рейнталь. Население составляет 3226 человек (на 31 декабря 2006 года). Официальный код — 3235.

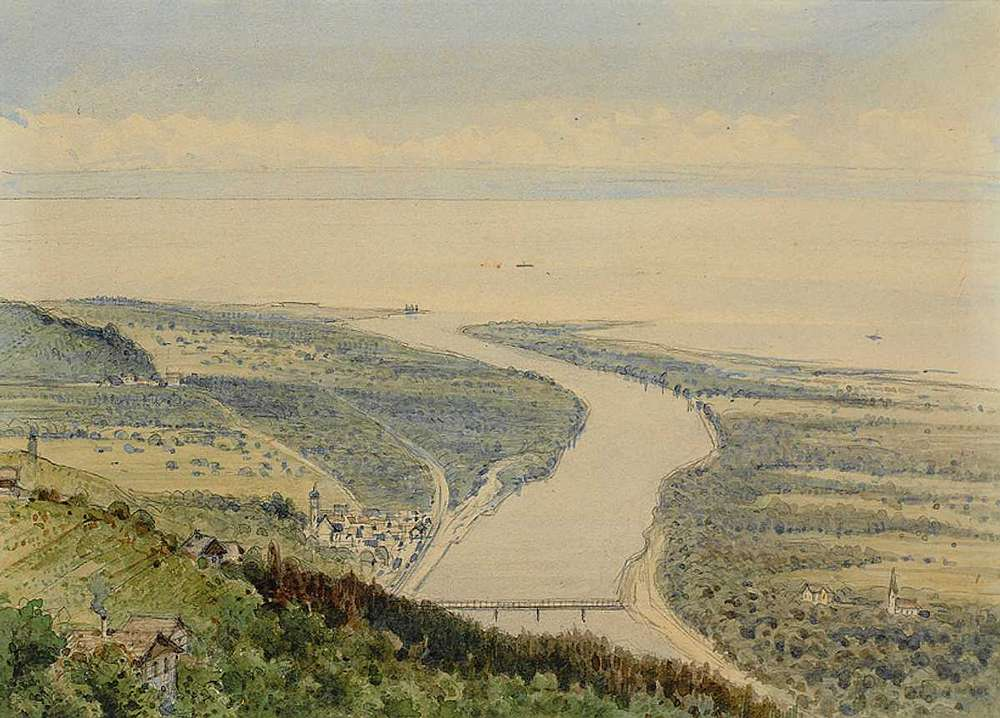
Райнек

## География
Райнек находится на краю Рейнской долины между Санкт-Маргретеном и Роршахом, где Старый Рейн впадает в Боденское озеро. Старый Рейн формирует границу между Швейцарией и Австрией.

## История
Первое документальное упоминание Райнека относится к 1163 году. В 1219 году Райнек получил статус города. В 1276 году Рудольф Габсбургский объявил Райнек свободным королевским городом. В XIV веке Райнек перешёл во владение к графам Верденбергским. 

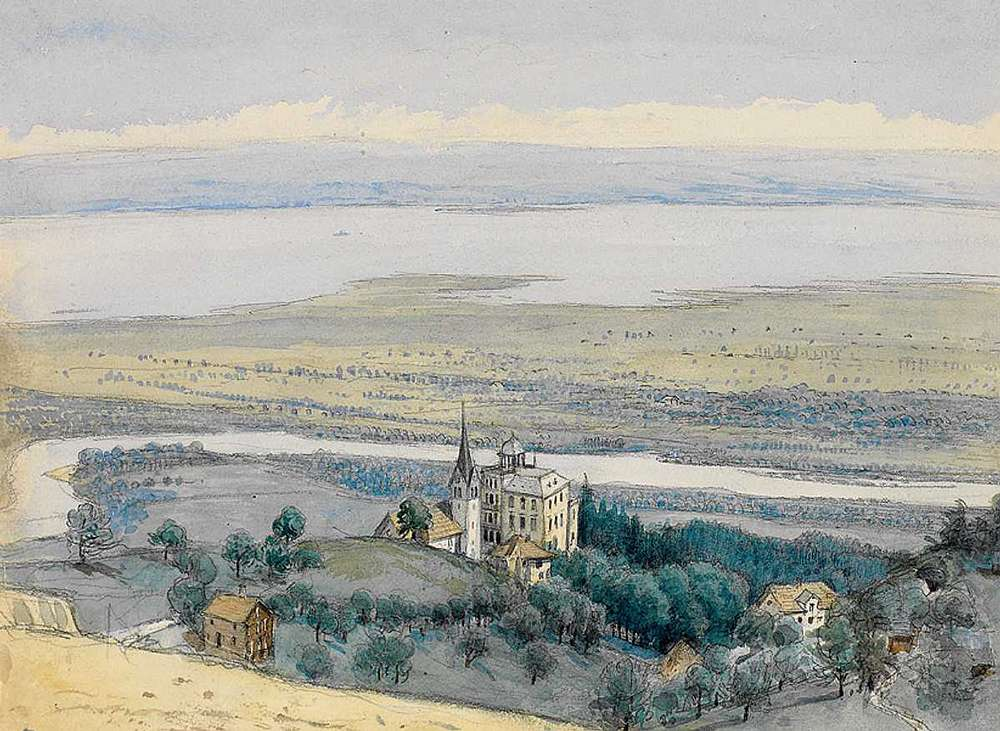
Райнек